# 그림자들의 섬
"그림자들의 섬"(The Island of Shadows)은 한국에서 제작된 김정근 감독의 2014년 다큐멘터리 영화이다. 김진숙 등이 주연으로 출연하였다.

## 출연

### 주연
- 김진숙
- 박성호
- 박희찬
- 윤국성
- 정태훈
- 김지연
- 정이균

## 기타
- 구성: 김정근
- 구성: 오보경
- 구성: 주강민
- 구성: 김은민
- 제작: 미디토리협동조합
- 공동제작: 김정근
- CG: 주강민
- CG: 황지민
- 광고디자인: 박시영
- 광고디자인: 이창주
- 인터뷰: 김인수
- 인터뷰: 신동순
- 인터뷰: 진상우
- 스크립트: 오보경
- 사진제공: 정택용
- 사진제공: 노순택
- 사진제공: 정기훈
- 사진보정: 옥미지
- 배급총괄: 김일권
- 배급책임: 장병권
- 국내배급: 김하늘
- 해외배급: 이혜진
- 홍보마케팅: 오보라
- 홍보마케팅: 이송이
- 티저포스터: 박현지
- 예고편: 변상수
- 예고편: 이연화
- 온라인마케팅: 나다M